# Sekunder i Sverige
Sekunder i Sverige är ett album av den svenska folkrock-gruppen Perssons Pack, utgivet 1995. Efter skivan hade Perssons Pack en längre paus. På samlingen Diamanter från 2004, som var en del i en återutgivningsserie från EMI, fanns nyinspelade "Ikväll tar vi över stan", men först 2009 kom uppföljaren Öster om Heden.

## Låtlista
1. Intro
2. Vi går ut
3. Vårens ljumma tid
4. I all vår tid
5. Kammahav
6. En sekund i Sverige
7. En helt vanlig kväll
8. Ungkarlsdimman
9. Det blir en dag i morgon med
10. Spring, spring
11. Millennium (M. Lind)

## Medverkande

### Perssons Pack
- Per Persson - sång, gitarr
- Magnus Lind - dragspel, klaviatur
- Magnus Adell - bas

### Övriga
- Johan Lindström - Gitarr, stränginstrument och kör
- Christer Jansson - Trummor och slagverk
- Josefin Nilsson - Kör (3-4)
- Maria Blom - Spök-kör (9)
- Hägerstens Brass - Blås (8)
- Michael Blair - Timpani, vibrafon och slagverk